# グリーン・リバー (ワイオミング州)
グリーン・リバー（Green River）は、アメリカ合衆国ワイオミング州の都市。スウィートウォーター郡の郡庁所在地である。人口は1万1825人（2020年）。炭酸ナトリウムの原料となる鉱物トロナの産出地である。